# Verbascum georgicum
Verbascum georgicum är en flenörtsväxtart som beskrevs av George Bentham. Verbascum georgicum ingår i släktet kungsljus, och familjen flenörtsväxter. Inga underarter finns listade i Catalogue of Life.